# (852) Wladilena
(852) Wladilena es un asteroide perteneciente al cinturón de asteroides descubierto el 2 de abril de 1916 por Serguéi Ivánovich Beliavski desde el observatorio de Simeiz en Crimea.
Está nombrado en honor de Vladímir Ilich «Lenin» Uliánov (1870-1924), político y revolucionario ruso.
Wladilena forma parte de la familia asteroidal de Focea.